# Campo Belo (distretto di San Paolo)
Campo Belo è un distretto (distrito) della zona meridionale di San Paolo in Brasile, situato nella subprefettura Santo Amaro. 
Nel suo territorio si trova l'aeroporto di San Paolo-Congonhas.